# Salvador Casañas y Pagés
Salvador Casañas y Pagés (Barcellona, 5 settembre 1834 – Barcellona, 27 ottobre 1908) è stato un cardinale e vescovo cattolico spagnolo.
Fu nominato cardinale della Chiesa cattolica da papa Leone XIII.

## Biografia
Salvador Casañas y Pagés nacque a Barcellona il 5 settembre 1834.
Fu vescovo di Urgell (1879-1901) e di Barcellona (1901-1908).
Papa Leone XIII lo elevò al rango di cardinale nel concistoro del 29 novembre 1895.
Morì il 27 ottobre 1908 all'età di 74 anni.

## Genealogia episcopale e successione apostolica
La genealogia episcopale è:
- Cardinale Scipione Rebiba
- Cardinale Giulio Antonio Santori
- Cardinale Girolamo Bernerio, O.P.
- Arcivescovo Galeazzo Sanvitale
- Cardinale Ludovico Ludovisi
- Cardinale Luigi Caetani
- Cardinale Ulderico Carpegna
- Cardinale Paluzzo Paluzzi Altieri degli Albertoni
- Papa Benedetto XIII
- Papa Benedetto XIV
- Papa Clemente XIII
- Cardinale Marcantonio Colonna
- Cardinale Giacinto Sigismondo Gerdil, B.
- Cardinale Giulio Maria della Somaglia
- Cardinale Luigi Lambruschini, B.
- Cardinale Giovanni Brunelli
- Cardinale Lorenzo Barili
- Vescovo Félix María Arrieta y Llano, O.F.M.Cap.
- Vescovo José Maria de Urquinaona y Vidot
- Cardinale Salvador Casañas y Pagés

La successione apostolica è:
- Vescovo Isidoro Badía y Sarradell (1903)
- Vescovo Ricardo Cortés y Cullell (1903)
- Vescovo Francisco de Pol y Baralt (1907)